# Michail Michajlovič Golicyn
Michail Michajlovič kníže Golicyn (rusky Михаил Михайлович Голицын; 11. listopad 1684 – 5. červen 1764, Moskva) byl ruský šlechtic z knížecího rodu Golicynových. Sloužil jako generál admirál a hlavní velitel ruského carského námořnictva v letech 1749–1762.

## Vyznamenání
Za své zásluhy získal Řád sv. Ondřeje, Řád sv. Alexandra Něvského, Řád sv. Anny, Řád bílé orlice.